# Milenko Vesnić
Milenko Radonja Vesnić, (in francese: Vesnitch; in tedesco: Wesnitsch) (Dušinić, 13 febbraio 1863 – Parigi, 15 maggio 1921), è stato un giurista e politico jugoslavo.
Dottorando in giurisprudenza nel 1888 a Monaco di Baviera, ottenne la cattedra di Diritto internazionale presso l'Università di Belgrado nel 1894; nello stesso anno divenne deputato presso l'Assemblea Nazionale serba e nel corso della propria carriera politica ricoprì le cariche di Ministro dell'Istruzione e di Ministro della Giustizia, prima di sostituire, nel 1920, Stojan Protić sulla poltrona di Primo ministro del neonato Regno di Jugoslavia. È stato l'ambasciatore di Serbia e Jugoslavia a Roma e Parigi.
Con Giovanni Giolitti firmò il Trattato di Rapallo, che pose fine alle controversie dovute alla spartizione dell'Istria e della Dalmazia dopo la prima guerra mondiale. Dopo essersi dimesso dall'incarico nel gennaio 1921, morì a Parigi cinque mesi dopo.